# Drets socials i LGBT
La connexió entre les ideologies d'esquerra i les lluites dels drets LGBT té una història llarga i mixta. Entre els socialistes destacats que van participar en les primeres lluites pels drets LGBT hi havia Edward Carpenter, Oscar Wilde, Harry Hay, Bayard Rustin, Emma Goldman i Daniel Guérin, entre d'altres.

## Història

### Les polítiques sexuals del socialisme utòpic
Charles Fourier, socialista utòpic que va encunyar la paraula feminisme el 1837 i va defensar la sexualitat del mateix sexe. Els primers corrents del pensament socialista modern van sorgir a Europa a principis del segle xix. Ara es descriu sovint amb la frase socialisme utòpic. El gènere i la sexualitat van ser preocupacions significatives per a molts dels principals pensadors, com Charles Fourier i Henri de Saint-Simon a França i Robert Owen a Gran Bretanya, així com als seus seguidors, molts dels quals eren dones. Per a Fourier, per exemple, la veritable llibertat només es podia produir sense mestres, sense l'etica del treball i sense suprimir passions; la supressió de les passions no només és destructiva per a l'individu, sinó també per a tota la societat. Escrivint abans de l'arribada del terme "homosexualitat", Fourier va reconèixer que tant homes com dones tenen un ampli ventall de necessitats i preferències sexuals que poden canviar al llarg de la seva vida, incloses la sexualitat homosexual i l' androgénité. Va argumentar que totes les expressions sexuals haurien de ser gaudides sempre que les persones no siguin abusades i que "afirmar la diferència" pugui realçar la integració social.

### Alemanya
Jean Baptista von Schweitzer, socialista alemany arrestat per càrrecs homosexuals el 1862.
Des dels primers moviments de drets homosexuals europeus, activistes com Karl-Heinrich Ulrichs i Magnus Hirschfeld es van acostar a l'esquerra per donar-li suport. Durant la dècada de 1860, Ulrichs va escriure a Karl Marx i li va enviar diversos llibres sobre l'emancipació urani (homosexual / transgènere) i, el 1869, Marx va transmetre un dels llibres d'Ulrich a Engels. Engels va respondre amb disgust a Marx en una carta privada, atacant als "pederastes" que són "extremadament contra la naturalesa", i va descriure la plataforma de drets homosexuals d '"Ulrichs" com "convertir-se en teoria". Es preocupava que les coses anirien malament per als heterosexuals com ell mateix si es guanyessin els drets homosexuals.
Conegut tant per Ulrichs com per Marx va ser el cas de Jean Baptista von Schweitzer, un important organitzador laboral que havia estat acusat de procurar un adolescent en un parc el 1862. El líder socialdemòcrata, Ferdinand Lassalle, va defensar a Schweitzer argumentant que mentre ell personalment Va considerar que l'homosexualitat estava bruta, el moviment obrer necessitava el lideratge de Schweitzer massa per abandonar-lo, i que els gustos sexuals d'una persona no tenien "absolutament res a veure amb el caràcter polític d'un home". altra banda, Marx va suggerir que Engels utilitzés aquest incident per frotar Schweitzer: "Heu d'organitzar algunes bromes sobre ell per arribar a Siebel, perquè ell acudeixi als diversos papers". No obstant això, Schweitzer esdevindrà president de la unió laboral alemanya i del primer socialdemòcrata elegit per a un parlament a Europa.
August Bebel 's Dona sota el socialisme (1879), el' treball només es tracta de la sexualitat més llegit pels membres comuns i corrents del Partit Socialdemòcrata d'Alemanya (SPD) ',  pot ser vist com un altre exemple de la posició ambigua cap a l'homosexualitat en el moviment obrer alemany. D'una banda, Bebel va advertir als socialistes dels perills de l'amor del mateix sexe. Bebel va atribuir "aquest crim contra la naturalesa" tant a homes com a dones a la indulgència i l'excés sexual, descrivint-ho com un vici de classe alta, metropolitana i estrangera. D'altra banda, va recolzar públicament els esforços per legalitzar l'homosexualitat. Per exemple, va signar la primera petició del grup d'estudi "Wissenschaftlich-humanitärer Kreis", dirigit per Magnus Hirschfeld, que va intentar explicar l'homosexualitat des d'un punt de vista científic i va impulsar la despenalització. En un article per Gay News en 1978, John Lauritsen considera a August Bebel com el primer polític important "a parlar en debat públic" en favor dels drets dels homosexuals  des que va atacar la criminalització de l'homosexualitat en un debat del Reichstag el 1898.
La figura principal del moviment LGBT a Alemanya des del començament del segle XX fins que el govern nazi va arribar al poder el 1933 va ser, sens dubte, Magnus Hirschfeld . Hirschfeld, que també era un socialista i partidari del Moviment de les Dones, va formar el Comitè Científic-Humanitari per fer campanya contra la Secció 175 del Codi Penal alemany que prohibia el sexe masculí. L'organització de Hirschfeld va fer un acord amb el SPD (dels quals havien estat membres Lassalle i Schweitzer) per fer arribar un projecte de llei al Reichstagel 1898, però es va oposar al Reichstag i no va aprovar. La majoria dels cercadors d'activistes homosexuals d'Hirschfeld van tenir polítiques socialistes, incloent a Kurt Hiller, Richard Linsert, Johanna Elberskirchen i Bruno Vogel. Després de la derrota de la monarquia alemanya, la lluita contra el § 175 va ser continuada per alguns socialdemòcrates. El ministre de Justícia alemany, Gustav Radbruch, membre del Partit Socialdemòcrata, va intentar esborrar el paràgraf de la llei penal alemanya. No obstant això, els seus esforços van ser inútils.

### Gran Bretanya
Edward Carpenter, influent socialista britànic dins de la Fabian Society, el Partit Laborista (Regne Unit) i primerenc activista i teòric LGBTI
En Oscar Wilde 's L'ànima de l'home sota el socialisme, que advoca per una igualitària societat on la riquesa és compartida per tots, i alhora ha advertit dels perills del socialisme autoritari que aixafarien individualitat. Més endavant va comentar: "Crec que sóc més que un socialista. Sóc una cosa anarquista, crec.". "L'agost de 1894, Wilde va escriure al seu amant, Lord Alfred Douglas, per explicar-li" una aventura perillosa ". Va sortir navegant amb dos nois encantadors, Stephen i Alphonso, i van ser capturats en una tempesta. hores i hores en una tempesta horrible per tornar! [I] no vam arribar al moll fins a les onze de la nit, fosca tot el camí i un temible mar ... Tots els pescadors ens estaven esperant. ".. .S'esgotat, fred i "mullat a la pell", els tres homes immediatament "van volar a l'hotel per obtenir un brandy calent i aigua." Però hi va haver un problema. un rellotge en un diumenge a la nit, el propietari no podia vendre'ns cap brandy ni cap tipus de licor de cap tipus! Per tant, ell ens va haver de donar-nos-ho. i Stephen ara són anarquistes, amb prou feines necessito dir-ho. "
Edward Carpenter va ser una figura important a finals del segle xix i principis del segle xx, sent fonamental per a la fundació de la Fabian Society i del Partit Laborista. A la dècada de 1890, Carpenter va fer un esforç concertat per lluitar contra la discriminació per motius d' orientació sexual. Creia fermament que l'atracció del mateix sexe era una orientació natural per a les persones d'un tercer sexe. El seu llibre sobre el tema " El sexe intermedi" de 1908 es convertiria en un text fonamental dels moviments LGBTdel segle xx. El sexe intermedi: un estudi d'alguns tipus de transició d'homes i donesva expressar les seves opinions sobre l'homosexualitat. Carpenter argumenta que "l'uranisme", ja que assenyala l'homosexualitat, va augmentar marcant una nova era de l'alliberament sexual. Va continuar treballant a la primera part del segle XX component obres sobre la "qüestió homogènia". La publicació, el 1902, de la seva antologia de poemes innovadora, Ioläus : Una antologia de l'amistat, va suposar un enorme èxit subterrani, cosa que va suposar un coneixement més avançat de la cultura homoeròtica. L'abril del 1914, Carpenter i el seu amic Laurence Houseman van fundar la Societat Britànica per a l'Estudi de la Psicologia del Sexe. Alguns dels temes tractats en conferències i publicacions de la societat van incloure: la promoció de l'estudi científic del sexe; una actitud més racional cap a la conducta sexual i els problemes i qüestions relacionades amb la psicologia sexual (des de aspectes mèdics, jurídics i sociològics), control de la natalitat, avortament, esterilització, malalties venèries i tots els aspectes de la prostitució.

## Anarquisme, socialisme llibertari i drets LGBT
A Europa i Amèrica del Nord, el moviment de l'amor lliure va combinar idees recuperades del socialisme utòpic amb l'anarquisme i el feminisme per atacar la moral"hipòcrita" de l'època victoriana i les institucions de matrimoni i la família que es feia esclavitzar. Els amants lliures van defensar unions sexuals voluntàries sense interferències estatals  i van afirmar el dret al plaer sexual tant per a dones com per a homes, de vegades explícitament donant suport als drets dels homosexuals i les prostitutes. Durant dècades, l'adhesió al "amor lliure" es va estendre entre els anarquistes europeus i americans, però en aquells moments aquestes opinions es van oposar als marxistes i als socialdemòcrates. La feminista radical i socialista Victòria Woodhull va ser expulsat de l'Associació Internacional de Treballadors el 1871 per la seva participació en l'amor lliure i els moviments associats. De fet, amb el suport de Marx, la branca nord-americana de l'organització va ser expulsada dels seus elements pacifistes, antiracistes i feministes, que van ser acusats de posar massa èmfasi en qüestions no relacionades amb la lluita de classes i, per tant, es considerava incompatible amb socialisme científic .
La Verband Fortschrittlicher Frauenvereine (Lliga de les Associacions de Dones Progressistes), una organització d'esquerres del segle XX liderada per Lily Braun, va fercampanya per a la despenalització de l'homosexualitat a Alemanya i tenia com a objectiu organitzar prostitutes en sindicats. El moviment obrer més ampli va atacar la Lliga, va dir que eren utòpics, o ho ignoraven,  i Braun va ser expulsat del moviment marxista internacional. Helene Stöcker, un altre activista alemany de l'esquerra del moviment de dones, es va involucrar fortament en el moviment de reforma sexual el 1919, després de la Primera Guerra Mundial, i va exercir el càrrec en la junta de l' Institut für Sexualwissenschaft.. També va fer campanyes per protegir les mares solteres i els seus fills de la persecució econòmica i moral. L' escriptor anarcosindicalista Ulrich Linse va escriure sobre "una figura fortament esquematitzada de l'escena cultural anarquista individualista de Berlín al voltant de 1900", el "precoç Johannes Holzmann " (conegut com a Senna Hoy): "un adherent de l'amor lliure, [Hoy] va celebrar l'homosexualitat com a "campió de la cultura" i va participar en la lluita contra el paràgraf 175 ". El jove Hoy (nascut el 1882) va publicar aquestes opinions a la seva revista setmanal (" Kampf ", en anglès "Struggle") a partir de 1904, que va aconseguir una circulació de 10.000 l'any següent. Otto Gross també va escriure àmpliament sobre la sexualitat del mateix sexe tant en homes com en dones i va argumentar contra la seva discriminació. anarquista heterosexual Robert Reitzel (1849–98) va parlar positivament de l'homosexualitat des del començament de la dècada de 1890 a la seva revista en alemany " Der arme Teufel " (Detroit).
A l'altre costat de l'Atlàntic, al Greenwich Village de Nova York, les feministes i socialistes de Bohèmia van advocar per la realització de si mateixes i per al plaer per a les dones (i també per als homes), aquí i ara, així com en campanyes contra la Primera Guerra Mundial i per a altres causes anarquistes i socialistes. Van animar a jugar amb rols sexuals i sexualitat,  i el radicalment bisexual Edna St. Vincent Millay i l'anarquista lesbiana Margaret Anderson eren destacats entre ells. Els vilatans es van inspirar en les treballadores immigrants majoritàriament anarquistes del període 1905-1915  i del " Nou socialisme de la vida " deEdward Carpenter, Havelock Ellis i Olive Schreiner. Els grups de discussió organitzats pels vilatans van ser freqüentats per l'anarquista russa Emma Goldman, entre d'altres. Magnus Hirschfeld va assenyalar el 1923 que Goldman "ha fet campanyes amb coratge i fermesa pels drets individuals i, especialment, per als privats dels seus drets. Així, va sorgir que era la primera i única dona, realment la primera i única nord-americana, a assumir defensa de l'amor homosexual davant del públic en general ". De fet, abans de Goldman, l'anarquista heterosexual Robert Reitzel (1849–98) va parlar positivament de l'homosexualitat des del principi de la dècada de 1890 a la seva revista en alemany " Der arme Teufel"."(Detroit). Durant la seva vida, Goldman va ser embolicat com a" dona rebel "lliure de pensament per admiradors, i burlat per la crítica com a defensor d'un assassinat motivat políticament i de la revolució violenta. incloent presons, ateisme, llibertat d'expressió, militarisme, capitalisme, matrimoni, amor lliure i homosexualitat. Tot i que es va distanciar del feminisme de la primera onada i dels seus esforços cap al sufragi de les dones, va desenvolupar noves formes d'incorporar la política de gènere a l'anarquisme. de foscor, l'estat icònic de Goldman es va reactivar a la dècada de 1970, quan els erudits feministes i anarquistes van revifar l'interès popular en la seva vida.
Mujeres Libres era una organització de dones anarquistes a Espanya que tenia com a objectiu potenciar les dones treballadores. Va ser fundada el 1936 per Lucía Sánchez Saornil, Mercedes Comaposada i Amparo Poch i Gascón i tenia aproximadament 30.000 membres. L'organització es basava en la idea d'una "doble lluita" per l'alliberament i la revolució social de les dones i va argumentar que els dos objectius eren igualment importants i haurien de ser perseguits en paral·lel. Per obtenir un suport mutu, van crear xarxes de dones anarquistes. Es van crear centres d'atenció a la llar de vol en l'esforç per implicar més dones en activitats sindicals. Lucía Sánchez Saornil va ser un poeta espanyol, anarquista militant i feminista. És coneguda com a fundadora de Mujeres Libres i ha estat membre de la Confederació Nacional del Treball (CNT) i de Solidaridad Internacional Antifascista (SIA). El 1919, havia estat publicada en diverses revistes, incloent Los Quijotes, Tableros, Plural, Manantial i La Gaceta Literaria. Treballant sota un pseudònim, va poder explorar temes de lesbianes en un moment en què l'homosexualitat era criminalitzada i subjecta a la censura i el càstig. Escrivint en publicacions anarquistes com la Terra i la Llibertat, la Revista Blanca i la Solidaritat dels Treballadors, Lucía va exposar la seva perspectiva de feminista. Encara que tranquil·la pel que fa al control de la natalitat, va atacar l'essencialisme dels rols de gènere en la societat espanyola. D'aquesta manera, Lucía es va establir com una de les veus més radicals de les dones anarquistes, rebutjant l'ideal de la domesticitat femenina que romania en gran part indiscutible. En una sèrie d 'articles per a la Solidaritat dels Treballadors, va refutar audaçment la identificació de Gregorio Marañónla maternitat com a nucli d'identitat femenina.

### Anarquistes gais europeus
L'arquitectura anàrquica de les llibertats individuals va constituir un matrimoni natural amb l'homosexualitat als ulls de molts, tant dins com fora del moviment anarquista. Emil Szittya, a Das Kuriositäten-Kabinett (1923), va escriure sobre l'homosexualitat que "molts anarquistes tenen aquesta tendència. Així, vaig trobar a París un anarquista hongarès, Alexander Sommi, que va fundar un grup anarquista homosexual a partir d'aquesta idea". Magnus Hirschfeld va confirmar la seva opinió en el seu llibre Die Homosexualität des Mannes und des Weibes de 1914 : "En les files d'un partit relativament petit, l'anarquista, em va semblar que si es troba proporcionalment més homosexuals i efeminats que en altres".Luigi Bertoni (que Szittya també creia que era gai) va dir que "els anarquistes exigeixen la llibertat en tot, així també en la sexualitat. L'homosexualitat condueix a un sentit saludable de l'egoisme, per al qual tots els anarquistes han de lluitar".
L' escriptor anarcosindical Ulrich Linse va escriure sobre "una figura fortament esquematitzada de l'escena cultural anarquista individualista de Berlín al voltant de 1900", el "precoç Johannes Holzmann " (conegut com a Senna Hoy): "un adherent a l'amor lliure, [Hoy] va celebrar l'homosexualitat com un "defensor de la cultura 'i dedicada a la lluita contra el paràgraf 175 ."  el jove Avui (nascut 1882) va publicar aquests conceptes en la seva revista setmanal, (' Kampf ') de 1904, que va aconseguir un tiratge de 10.000 a l'any següent El psicoterapeuta anarquista alemany Otto Gross també va escriure àmpliament sobre la sexualitat del mateix sexe tant en homes com en dones i va argumentar en contra de la seva discriminació. Als anys vint i trenta, l'editorial individualista anarquista francès Emile Armand va fer campanya per acceptar l'amor lliure, inclosa l'homosexualitat, a la seva revista L'en dehors .
L' anarquista individualista Adolf Brand era originalment membre del comitè científic-humanitari d'Hirschfeld, però va formar un grup de separació. Brand i els seus col·legues, coneguts com a Gemeinschaft der Eigenen, van ser fortament influenciats per l'anarquista homosexual John Henry Mackay. El grup menyspreava l'amabilitat i considerava que l'homosexualitat era una expressió de virilitat masculina a l'abast de tots els homes, i que adoptava una forma de Lieblingminne masculina nacionalista (amor caballeresco) que posteriorment es relacionaria amb la pujada del nazisme. Es van oposar a la caracterització mèdica d'Hirschfeld de l'homosexualitat com a domini d'un "sexe intermedi". La marca "joguinava amb l'antisemitisme", i menyspreava Hirschfeld pel fet que era jueu. Ewald Tschek, un altre escriptor anarquista gai de l'època, va contribuir regularment a la revista Der Eigene de Adolf Brand i va escriure el 1925 que el Comitè Científic Humanitari de Hirschfeld era un perill per al poble alemany, caricaturitzant a Hirschfeld com a "Dr. Feldhirsch".

### Homofòbia anarquista
Mentre que aquestes postures prohomosexuals havien començat a sorgir; molts membres del moviment anarquista de l'època encara creien que la naturalesa / un creador diví havia proporcionat una resposta perfecta a les relacions humanes; un editorial d'una influent revista anarquista espanyola des de 1935 va argumentar que un anarquista ha d'evitar fins i tot qualsevol relació amb els homosexuals: "Si sou anarquista, això significa que sou més moralment fort i físicament més fort que l'home mitjà. I qui li agrada inverteix no és un home real i, per tant, no és realment anarquista ". No obstant això, malgrat aquest punt de vista, molts anarquistes actuals accepten l'homosexualitat.

## El "moviment homòfil" i el socialisme nord-americà
El macartisme als Estats Units va creure que un "homosexual underground" comportava la "conspiració comunista", que de vegades era anomenada " homintern". Durant aquest període van sorgir diversos grups de drets homosexuals. Aquests grups, ara coneguts com a moviment " homòfils ", sovint tenien polítiques d'esquerra o socialistes, com la societat comunista Mattachine i el COC holandès que es van originar a l'esquerra. En el context de l'entorn de la Guerra Freda altament polititzat, l'homosexualitat es va emmarcar com una malaltia social contagiosa i perillosa que plantejava una amenaça potencial a la seguretat de l'Estat. Aquesta era també va ser testimoni de l'establiment d'una àmplia difusió de la vigilància de l'FBI destinada a identificar empleats del govern homosexual. Harry Hay, qui és vist per molts com el pare del modern moviment de drets homosexuals als Estats Units, era originalment un activista sindical. El 1934, va organitzar una important vaga de treballadors de 83 dies al port de San Francisco amb el seu amant, l'actor Will Geer. Va ser un membre actiu del Partit Comunista. Hay i la Mattachine Society van ser dels primers a argumentar que els homosexuals no eren només individus, sinó que representaven una "minoria cultural". Fins i tot van demanar marxes públiques d'homosexuals, i van predir les desfilades posteriors d'orgull gai. El concepte de "minoria cultural" de Hay va venir directament dels seus estudis marxistes i de la retòrica que ell i el seu company Charles Rowland feien servir sovint reflectien la tradició comunista militant. El partit comunista no va permetre oficialment que els gais fossin membres, afirmant que l'homosexualitat era una "desviació"; potser més important era la por que l'homosexualitat d'un membre (generalment secreta) els deixés oberta al xantatge i els convertís en un risc de seguretat en una època d'aventatge vermell. Preocupat per salvar les dificultats del partit, ja que va posar més energia a la Societat Mattachine, El mateix Hay es va acostar als líders del CP i va recomanar la seva pròpia expulsió. No obstant això, després de moltes investigacions sobre l'ànima, el PC, clarament afectat per la pèrdua d'un respectat membre i teòric de 18 anys, es va negar a expulsar a Hay com a homosexual, al contrari expulsant-lo sota l'astúcia més convenient del "risc de seguretat", tot i que el va anunciar ostentosament com a "Amiga de la gent al llarg de la vida". La Mattachine Society va ser la segona organització de drets homosexuals que Hay va establir, la qual cosa va ser la primera de Bachelor for Wallace (1948) a favor de lacandidatura presidencial progressivad' Henry Wallace. L'Enciclopèdia de l'homosexualitat informa que "com a marxistes els fundadors del grup creien que la injustícia i l'opressió que patien provenien de relacions profundament incrustades en l'estructura de la societat nord-americana".
El 1951, el Partit Socialista dels EUA estava a punt d'adoptar una plataforma de plataformes a favor dels drets dels homosexuals, amb un article a la premsa del Partit Socialista de la Joventut que donava suport a tal moviment. El socialista i activista dels drets civils africans Bayard Rustin va ser arrestat a Pasadena, Califòrnia, el 1953 per a activitats homosexuals amb altres dos homes en un cotxe aparcat. Originalment acusat de vagabunder i de conducta lasciva, es va declarar culpable d'una única i menor càrrega de "perversió sexual" (com a sodomía consensuada)Es va fer referència oficialment a Califòrnia a continuació. Aquesta va ser la primera vegada que la seva homosexualitat va arribar a l'atenció del públic. Havia estat i es va mantenir sincer pel que fa a la seva sexualitat, tot i que l'homosexualitat encara estava criminalitzada als Estats Units. El 1957, Rustin i Martin Luther King Jr. van començar a organitzar la Southern Christian Leadership Conference (SCLC). Molts líders afroamericans estaven preocupats pel fet que l'orientació sexual de Rustin i la seva pertinença als membres comunistes soscavessin el suport al moviment dels drets civils. El representant nord-americà Adam Clayton Powell, Jr., que era membre del consell de la SCLC, va forçar la renúncia de Rustin a la SCLC el 1960, amenaçant de discutir el càrrec de moral de Rustin al Congrés. Algunes setmanes abans de lamarxa a Washington per a Jobs and Freedom a l'agost de 1963, el senador Strom Thurmond va rebutjar contra Rustin com a "comunista, redactor i homosexual" i va introduir tot el fitxer de detenció de Pasadena al registre. Thurmond també va produir unafotografia de l' Oficina Federal d'Investigació de Rustin parlant amb King mentre King es banyava, per implicar que hi havia una relació homosexual entre els dos. Els dos homes van negar l'acusació d'una aventura. Rustin va exercir un paper fonamental en l'organització de la marxa a Washington for Jobs and Freedom el 7 d'agost de 1963. Fora oficials de policia fora de servei com a comissaris, capitans d'autobusos per dirigir el trànsit i va programar els altaveus del podi.Eleanor Holmes Norton i Rachelle Horowitz van ser ajudants. Malgrat el suport de King, el president de NAACP, Roy Wilkins, no volia que Rustin rebés cap crèdit públic pel seu paper en la planificació de la marxa. No obstant això, es va fer ben conegut. El 6 de setembre de 1963, Rustin i Randolph van aparèixer a la portada de la revista Life com "els líders" de la marxa. Al llarg dels anys setanta i vuitanta, Rustin va treballar com a supervisor de drets humans i eleccions a Freedom House . També va declarar en nom de la Llei de drets humans de l'Estat de Nova York. El 1986 va pronunciar un discurs "The New Niggers Are Gays", en el qual va afirmar:

## Països comunistes i socialistes
El govern soviètic de la República Soviètica Russa va despenalitzar l'homosexualitat el desembre de 1917, després de la Revolució d'Octubre i el descart del codi legal de la Rússia tarista. Efectivament, el govern soviètic va despenalitzar l'homosexualitat a Rússia i Ucraïna després de 1917. No obstant això, altres estats de la URSS van continuar atribuint càstigs legals a la sodomia. Aquesta política de despenalització de l'homosexualitat a l'RSS de Rússia i l'RSS de Ucraïna va suportar la major part dels anys vint - fins a l'època estalinista. El 1933, el govern soviètic, sota Stalin, va recriminalitzar l'homosexualitat. El 7 de març de 1934, l'article 121 es va afegir al codi penal, per a tota la Unió Soviètica, que prohibia expressament només l'homosexualitat masculina, amb fins a cinc anys de treballs forçats a la presó. No hi va haver normes estatals sobre el lesbianisme.
El punt més baix de la història de la relació entre el socialisme i l'homosexualitat, sens dubte, comença amb la pujada de Joseph Stalin a la URSS, després de la mort de Lenin, i continua a l'era del comunisme estatal a la Unió Soviètica, Alemanya de l'Est, Xina i Corea del Nord. En tots els casos, les condicions de les minories sexuals, incloses les persones transgèneres, van empitjorar en els estats comunistes després de l'arribada de Stalin. Centenars de milers d'homosexuals van ser internats en gulags durant la Gran Purga, on molts van ser colpejats fins a la mort. Alguns intel·lectuals occidentals van retirar el seu suport al comunisme després de veure la gravetat de la repressió a la URSS, inclòs l'escriptor gai André Gide .
La historiadora Jennifer Evans informa que el govern d'Alemanya de l'Est "va alternar entre la visió [de l'activitat homosexual] com a romanent de la decadència burgesa, un signe de debilitat moral i una amenaça per a la salut social i política de la nació". L'homosexualitat va ser legalitzada a Alemanya Oriental quan es va derogar l'article 174 el 1968.
Hi va haver diverses actituds cap a l'homosexualitat als països socialistes. Alguns estats (com la primera Unió Soviètica anterior a 1929-1933) es van practicar com a grau de tolerància. Altres van mantenir polítiques negatives envers els homosexuals al llarg de la seva història, o van evolucionar gradualment cap a posicions de relativa tolerància o ignorància oficial després dels anys 60 (Alemanya de l'Est, URSS, etc.). "Reeducació" que implica treball forçós, teràpia de conversió, drogues psicotròpiques o confinament en hospitals psiquiàtrics.
El revolucionari escriptor gai cubà Reinaldo Arenas va assenyalar que, poc després que el govern comunista de Fidel Castro arribés al poder ", es va iniciar la persecució i es van obrir camps de concentració […] que l'acte sexual es convertia en tabú mentre que el" nou home "es proclamava i masculinitat. exaltat ". L'homosexualitat va ser legalitzada a Cuba el 1979. Fidel Castro es va disculpar per la pobra història històrica de Cuba sobre qüestions LGBT el 2010.
Tot i que no hi havia cap llei contra la sodomia a la URSS, aquesta llei es va introduir el 1933, afegida al codi penal com l'article 121, que va condemnar les relacions homosexuals amb penes de presó de fins a cinc anys. Amb la caiguda del règim soviètic i la derogació de la llei contra el sexe entre homes adults consentidors, els presos condemnats sota aquesta part de la llei van ser alliberats molt lentament.
L'homosexualitat va ser legalitzada en diversos països del Bloc de l'Est sota el comunisme, com Bulgària, Txecoslovàquia i Hongria.

## Després de 1968
Durant l'aparició dels nous moviments socials dels anys seixanta i setanta, l'esquerra socialista va començar a revisar la seva relació amb el gènere, la sexualitat i la política d'identitat. Els escrits de l'anarquista bisexual francès Daniel Guérin ofereixen una visió de la tensió que sovint han sentit les minories sexuals entre les esquerres. Va ser una figura important de l'esquerra francesa des dels anys trenta fins a la seva mort el 1988. Després de sortir el 1965, va parlar de l'extrema hostilitat cap a l'homosexualitat que impregnava l'esquerra durant bona part del segle xx. "No fa gaires anys, declarar-se revolucionari i confessar ser homosexual era incompatible", va escriure Guérin el 1975. En 1954, Guérin va ser àmpliament atacat pel seu estudi dels Informes Kinsey en els quals també va detallar l'opressió dels homosexuals a França. "Les [crítiques] més dures van venir de marxistes, que tendeixen a subestimar seriosament la forma d'opressió que és el terrorisme antisexual. Vaig esperar, és clar, i sabia que en publicar el meu llibre correria el risc de ser atacat per aquells a qui em sento més proper en l'àmbit polític". Després de sortir públicament el 1965, Guérin va ser abandonat per l'esquerra, i els seus articles sobre l'alliberament sexual van ser censurats o rebutjats en publicacions en revistes d'esquerra. Des de la dècada de 1950, Guérin es va allunyar del marxisme-leninisme i es va dirigir a una síntesi de l'anarquisme i el marxisme.propera al platformisme,que va permetre l'individualisme mentre rebutjava el capitalisme. Guérin va estar involucrat en l'aixecament del maig de 1968 i va formar part del moviment francès d'alliberament gai que va sorgir després dels esdeveniments. Dècades més tard, Frédéric Martel va descriure a Guérin com el "avi del moviment homosexual francès". Mentrestant, als Estats Units a la fi de la seva carrera, l'influent pensador anarquista Paul Goodman va aparèixer com bisexual. La llibertat amb la qual va revelar, en forma impresa i en públic, les seves relacions sexuals i romàntiques amb els homes (sobretot en un assaig tardà, "Ser Queer "  ), va resultar ser un dels molts trampolins culturals importants per als homosexuals emergents. alliberament moviment de principis dels anys setanta.
A partir d'un seguit esdeveniments, com la insurrecció de maig del 1968 a França, el moviment de guerra contra el Vietnam als Estats Units i els disturbis de Stonewall de 1969, van sorgir organitzacions militants d' Alliberament Gai per tot el món. Molts van veure les seves arrels en el radicalisme esquerre més que en els grups homòfils establerts de l'època,  com el britànic i americà Gay Liberation Front, el britànic Gay Left Collective, l'italià Fuori!, els francesos FHAR, els alemanys Rotzschwule i els holandesos Red Fagots.
Les després estil Gay Lib líders i escriptors també provenien d'un entorn d'extrema esquerra, com Dennis Altman, Martin Duberman, Steven Ault, Brenda Howard, John D'Emilio, David Fernbach (escrit en l'idioma anglès), Pierre Hahn i el individu Hocquenghem (en francès) i l'italià Mario Mieli. Alguns van ser inspirats per Herbert Marcuse 's Eros i civilització, que tracta de sintetitzar les idees de Karl Marx i Sigmund Freud. Radical dels anys 1960 i 1970 Angela Davis(que va sortir oficialment com lesbiana el 1999) havia estudiat amb Marcuse i va ser molt influït per ell. A França, l'activista i teòric polític gai Guy Hocquenghem, com molts altres, va desenvolupar un compromís amb el socialisme a través de la insurrecció de maig de 1968. Antic membre del Partit Comunista Francès, es va unir posteriorment al Front Homosexuel d'Action Révolutionnaire (FHAR), format per lesbianes radicals que es van separar del Mouvement Homophile de France el 1971, incloent a la ecofeminista esquerra Françoise d'Eaubonne. Aquest mateix any, la FHAR es va convertir en el primer grup homosexual a manifestar-se públicament a França quan es van unir al dia anual de maig de Parísmarxa organitzada per sindicats i partits d'esquerra.
Al Regne Unit, els anys vuitanta van augmentar l'oposició als drets LGBT del govern conservador d' ala dreta liderat per Margaret Thatcher, que va introduir l'apartat 28el 1988 per evitar el que consideraven la "promoció" de l'homosexualitat com un estil de vida acceptable a les escoles.. No obstant això, la principal oposició dels conservadors, el Partit Laborista, va fer poc per abordar la qüestió dels drets de les persones LGBT, ignorant les trucades dels esquerrans com Ken Livingstone. Mentrestant, la premsa popular de dretes va incloure referències pejoratives a lesbianes, suposadament associades amb el campament de protesta anti-nuclear de Greenham Common.,  i individus com Peter Tatchell, el candidat laborista a les eleccions electorals de 1983 a Bermondsey .
No obstant això, la creixent comercialització de la subcultura gai occidental a la fi del segle 20 i principis dels 21 (la " lliura rosa ") ha estat objecte de fortes crítiques dels socialistes, per exemple, Hannah Dee van comentar que havia arribat "al punt que London Pride - "Una vegada que es va fer una manifestació militant en commemoració dels disturbis de Stonewall", s'ha convertit en un esdeveniment patrocinat per corporacions molt allunyat de qualsevol desafiament a les constants injustícies que enfrontem a la "comunitat LGBT". "  Al mateix temps, una coalició antiguerra entre musulmans (moltes organitzades a través de les mesquites) i el partit obrer socialista van dirigir un membre líder a Lindsey Germanrebutjar l'ús de drets homosexuals com a "shibboleth" que exclouria automàticament aquestes aliances.
La política del Partit Comunista Revolucionari Americà que "es lluitarà per eliminar l'homosexualitat i la reforma dels homosexuals"  no va ser abandonada fins al 2001. El RCP ara recolza fermament l'alliberament gai. Mentrestant, el Partit Socialista Obrer Americà (SWP) als Estats Units va llançar un memo indicant que l'opressió gai tenia menys "pes social" que les lluites negres i femenines i prohibia als membres participar en organitzacions polítiques gai. També creien que una associació massa pròxima amb l'alliberament gai donaria al SWP una "imatge exòtica" i l'alienyaria de les masses.
A mesura que el moviment d'alliberament gai va començar a guanyar terreny, les polítiques de les organitzacions socialistes van evolucionar i molts grups van fer una campanya activa pels drets dels homosexuals. Exemples notables són el Partit Socialista de la Llibertat feminista, el Partit per al Socialisme i l'Alliberament, l' Organització Socialista Internacional, l' Alternativa Socialista (Estats Units) i el Partit Socialista dels EUA. El Partit Socialista dels EUA va ser el primer partit polític nord-americà a nomenar un home obertament gai per al president, dirigint David McReynolds el 1980.